# 卡利什和平條約
卡利什和平條約（波蘭語：Pokój kaliski）是波兰国王卡齐米日三世与条顿骑士团国於1343年7月8日在卡利什簽訂的和平條約。卡齊米日三世以割讓海烏姆諾、米哈沃佛及格但斯克波美拉尼亞等地區，從條頓騎士團手中換得庫亞維及多布仁地區。
該和平條約規定波蘭必須割讓領土，然而從波蘭的國家利益看來，這卻是一個不得不妥協的決議。儘管宗座仲裁法庭判定格但斯克波美拉尼亞、海烏姆諾及米哈沃佛等地區屬波蘭所有（1339華沙審判），條頓騎士團卻不願主動歸還。    
教宗本篤十二世未遵循華沙審判的裁決，反而下令重新審查波蘭對爭議性土地提出所有權申訴的合法性。之後的情況也證明，本篤十二世的繼任者克勉六世，是條頓騎士團的盟友，在這種背景下，卡齊米日三世只能選擇抗爭或簽訂和平協議。條頓騎士在當時正處全盛時期，發動戰爭對波蘭不利。依照條約規定，卡齊米日三世應放棄波美拉尼亞所有人及繼承人的頭銜和印璽。然而波蘭國王在此前便已對波美拉尼亞、海烏諾姆及米哈沃佛等地區握有控制權，並獲得普遍認同，因此卡齊米日大帝並未承認騎士團對波美拉尼亞的所有權，也未將該片土地給予騎士團，僅是放棄對該土地的所有權。這種國王對騎士團的贈與（救濟）形式，一方面代表條頓騎士團承認這些土地原先為波蘭所有（先前騎士團否定這種說法），同時也能成為日後收復失土的理論基礎。